# Споменик природе Дубочка пећина — Гаура Mape
Дубочка пећина — Гаура Mape је понор и природни споменик под заштитом у Републици Србији. Ово је једна од најдужих пећина у Србији а уједно једно од првих заштићених природних добара, будући да је статус заштите добила давне 1949. године Решењем Завода за заштиту и научно проучавање природних реткости НР Србије. 

## Георгафски положај
Дубочка пећина се налази у источној Србији, на територији општине Кучево, у атару села Дубока. Дубочка пећина је од Кучева удаљена 20 km, а од Београда 150 km.
Налази се на северу Звишке котлине, у подножју Звишких планина, на  супротном крају општинске територије у односу на пећине Цремошња и Равништарка. У атару је живописног села Дубока по коме је и добила име, у близини (700 м) локалног асфалтног пута Дубока – Раденка, око  8 км далеко од државног пута 33, IБ реда Кучево – Мајданпек – Неготин.

## Основне одлике
Површина простора који се предлаже за заштиту износи 15 hа 96 а и обухвата 28 катастарских парцела на територији КО Дубока (26 парцела) и КО Раденка (2 парцеле). Дубочка пећина – Гаура Маре представља периодично хидролошки активан, хоризонталан, вијугав, простран и релативно разгранат подземни облик карстног рељефа. Припада типу речних, тунелских пећина и тешко је проходна од понорског до врелског дела. 
Дубочка пећина је са својих 2.275 m једна од најдужих пећина у Србији. Посебно је импресиван пећински улаз широк 25 метара и висок 20 метара. Главни пећински канал у почетном делу је гигантских размера (широк до 40 m и висок до 31 m). Проходан је у дужини од 132 m, докле допире и дневно светло. Пећински накит се налази у удаљеним каналима, до којих се може доћи само уз адекватну спелеолошку опрему. Кроз пећину периодично протиче Понорска река. У омањој клисури у подножју пећине може се видети неколико лепих мањих водопада.
Основне морфолошке целине Дубочке пећине су Главни, Глиновити и Русаљкин канал.
Глиновити канал обухвата најстарију фазу у развоју спелеосистема Дубочке пећине. У овом каналу разликују се 4 целине:
Глиновити канал до Бунара. Дужина овог дела канала је 430 м, од чега на споредне канале отпада 100 м. Таваница и зидови су обложени белим калцитом, сталагмитима и сталактитима. Пећински под је глиновит. Пажњу посебно привлачи «Царски престо», бела калцитна драперија која на једном месту потпуно преграђује канал.
Сталагмитски канал. Дугачак је 80 м, а са споредним каналом 90 м. Карактеристичан је по многобројним сталагмитма по коме је канал и добио име. Интересантно је да сви сталагмити имају исту дебљину (10 cm), од подлоге па до врха.
Дворана «Паклена гора». Дугачка је 33 м, широка 11 м и висока 20 м. Завршава се омањим отвором препуним белих кристалних стубова, сталактита и сталагмита, који је због своје лепоте назван «Царске двери». Уједно овај отвор представља улаз у дворану «Царска Ризница.
Дворана «Царска ризница». Ова дворана је 37 м, широка до 22 м и висока 10 м. Ово је најлепши део Дубочке пећине. Дворана је крцата разноврсним пећинским накитом од снежно-белог искричавог калцита, са таваницом начичканом са хиљадама сталактита.
Русаљкин канал је дугачак 380 м, а са споредним каналима 472 м. Представља другу, млађу фазу спелеосистема Дубочке пећине. Овај канал је врло узан и низак, а његова ширина износи 2-3 м. На једном месту, по средини канала налази се зид од спојених белих сталактита и сталагмита испред кога  је  постоље висине 1 м  на којем се налази фигура, која личи на лице жене са смеђом косом. Фигура је названа Русаљка, по женама – Русаљкама, које су део једног чудног, митског обичаја по којем је село Дубока надалеко познато.
Укупна дужина Главног канала је 1.010 метара, Глиновитог канала 480, а Русаљкиног канала 580 метара, што укупно износи 1.870 метара. Са споредним каналима дугачким 405 метара, укупна дужина пећинског система Дубочке пећине износи 2.275 метара.

## Степен заштите
Дубочка пећина заштићена је Решењем бр. 15 од 15. новембра 1949. године, Завода за заштиту и научно проучавање природних реткости НР Србије.
У складу са чланом 35. Закона о заштити природе и Уредбом о режимима заштите природе на читавом простору успостављен је режим заштите II степена.
Као део поступка ревизије заштите, Министарство заштите животне средине огласило је Јавни увид и Јавну расправу за нацрт Уредбе о проглашењу и Студији заштите Споменика природе „Дубочка пећина – Гаура Маре“. Јавни увид трајао је у периоду од 17. децембра 2021. године до 05. јануара 2022. године. Јавна расправа заказана је за 10. фебруар 2022. године у просторијама Општинске управе Кучево.

## Флора и фауна
Пећина је станиште 25 врста артроподске фауне, од којих су четири нове врсте за Србију и колоније слепих мишева.